# ستاروژربه
ستاروژربه (به لهستانی:  Staroźreby) یک روستا در لهستان است که در گمینا ستاروژربه واقع شده‌است.